# 替度格魯肽
替度格魯肽（teduglutide），商品名Revestive （欧盟）、Gattex （美国），是一種類升糖素胜肽-2 (glucagon-like peptide-2，GLP-2) 类似物，用于治疗短腸症候群。其作用為促进粘膜生长，可能恢复胃排空和分泌。 於 2012 年獲得欧盟和美国批准使用。 

## 医疗用途
大量切除腸道導致短腸症候群時，腸道雖可有某程度的適應，但視所切除的部分而定，一般仍須經靜脈補充水分、礦物質、維生素。物质和维生素（取决于肠道的哪个部分被切除）。替度格魯肽經由改善肠粘膜以及其他作用机制，或可减少或缩短對靜脈输注補充的需求。 

## 不良反应
临床研究中常见的不良反应包括腹部不适（49% 的患者）、呼吸道感染（28%）、恶心（27%）和呕吐（14%）、注射部位局部反应（21%）和头痛（17%）。 

## 化学和作用机制
替度格魯肽与天然 GLP-2 之間的差異，僅有一个氨基酸（丙氨酸）被甘氨酸取代，但這可阻止雙肽酶的分解，使其半衰期从七分钟（GLP-2）延长至约两小时，但仍保留其生物作用－－维持肠粘膜，增加肠道血流量，减少胃肠蠕动和胃酸分泌。 

## 社会与文化

### 法律地位
该药物于 2012 年在欧盟（商品名 Revestive）  和美国（商品名 Gattex）获得批准，且被欧洲药品管理局（EMA）授予孤儿药资格。  